# Щерю Попатанасов
Щерю Попатанасов Георгиев е български просветен деец и революционер от Македония.

## Биография
Роден е на 12 май 1884 г. в село Негован, Лъгадинско, тогава в Османската империя, в семейството на възрожденския деец и свещеник хаджи Атанас Георгиев Захов.
Учител е в Дряново, Серско и Богородица, Лъгадинско. През 1906 година се присъединява към селската четата на ВМОРО в Негован, чиято цел е осигуряване на оръжие и борба срещу гръцката пропаганда. Непосредствено преди избухването на Междусъюзническата война от 1913 година напуска родното си село и се установява в Петрич, където работи като учител в Мартин махала. От 1922 до 1936 година е учител в Старчево, Петричко, където е оземлен. По-късно се преселва в София, където живее от преди декември 1954 година.
През 30-те години на XX век записва кратка история и спомени от село Негован, издадени през 2023 година от Петър Сотиров в Люблин, Полша.
Умира през през 1962 година.